# Residenzlandschaft

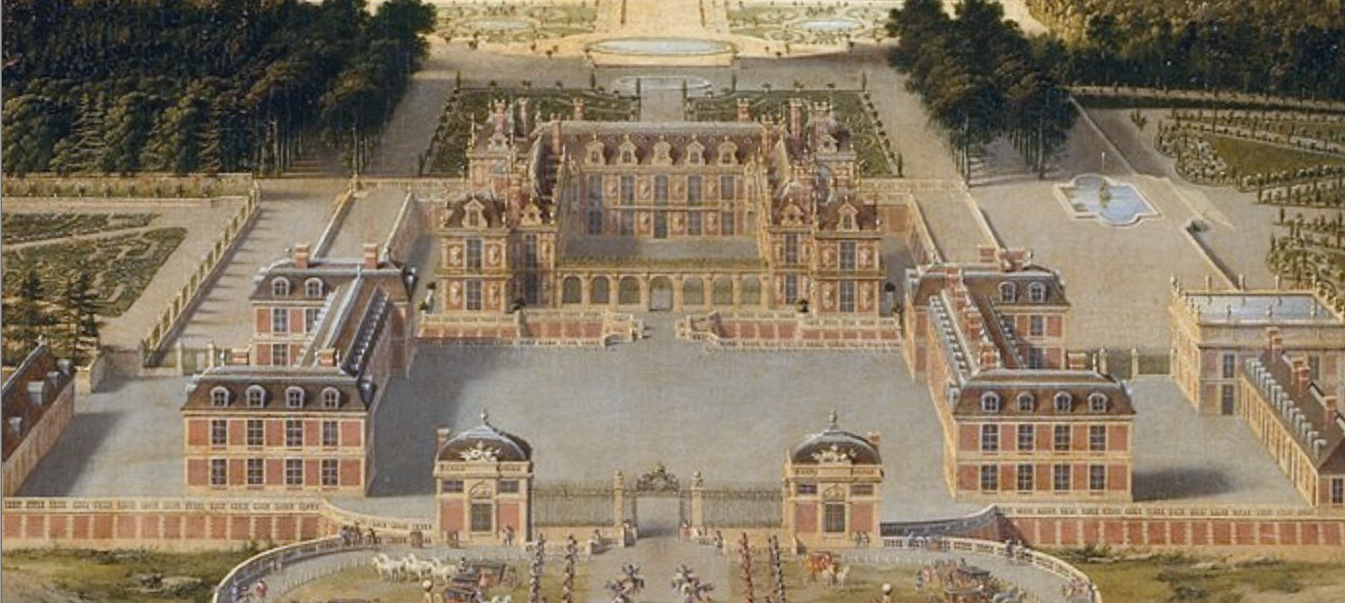
Schloss Versailles im Jahr 1668; Öl auf Leinwand, Château de Versailles

Der Begriff Residenzlandschaft bezeichnete im Zeitalter des Barock eine zusammenhängende, räumlich überschaubare Region, die neben der Hauptresidenzstadt weitere Orte mit Herrschaftsfunktionen aufwiesen und durch ein ausgebautes Verkehrs- und Wegenetz miteinander verbunden waren. Eine Residenzlandschaft bildete zugleich die Zentralregion oder den Zentralraum eines feudalen Herrschaftsgebiets, in der Regel Fürstentümer oder Königreiche.
Einen Bedeutungsschub erfuhr die Errichtung von Residenzenlandschaften in Europa mit der Zunahme der Bedeutung von herrschaftlicher Repräsentation, Zivilisationsförderung und kultureller Ausstrahlung von der Mitte des 17. Jahrhunderts an.
Mittelpunktsfunktionen wurden an verschiedenen Orten innerhalb der Residenzlandschaft wahrgenommen. Die Orte lagen nicht weit verstreut voneinander, sondern waren benachbart und der äußere Kreis lag noch in Tagesreichweite mit den damaligen Verkehrsmitteln (bespannten Kutschen) zueinander entfernt.
Die Feudalherrscher befuhren die meisten Orte, die innerhalb der Residenzlandschaft lagen, mit dem gesamten Hofstaat und regierten von dort, wo sie sich gerade befanden. Kuriere sorgten für die jederzeitige Anbindung zu dem jeweiligen Residenzschloss, wo sich weitere zentrale und dauerhafte fürstliche Herrschaftsinstitutionen befanden.
Es ging den Feudalherren vor allem um die Durchdringung des ländlichen Raums und die Etablierung landesherrlicher Macht in den Raum. Räume waren aufgrund der geringen technischen Möglichkeiten in der Frühen Neuzeit nur schwer zu überwinden. Die Anbindung des Gutsadels in das zentrale Herrschaftssystem des Fürsten war ein Anliegen höchster Priorität in der Zeit des Absolutismus. Die Reiseherrschaft blieb auch in der Frühen Neuzeit unabdingbares Mittel der Fürsten zur eigenen Herrschaftssicherung.

## Residenzlandschaften

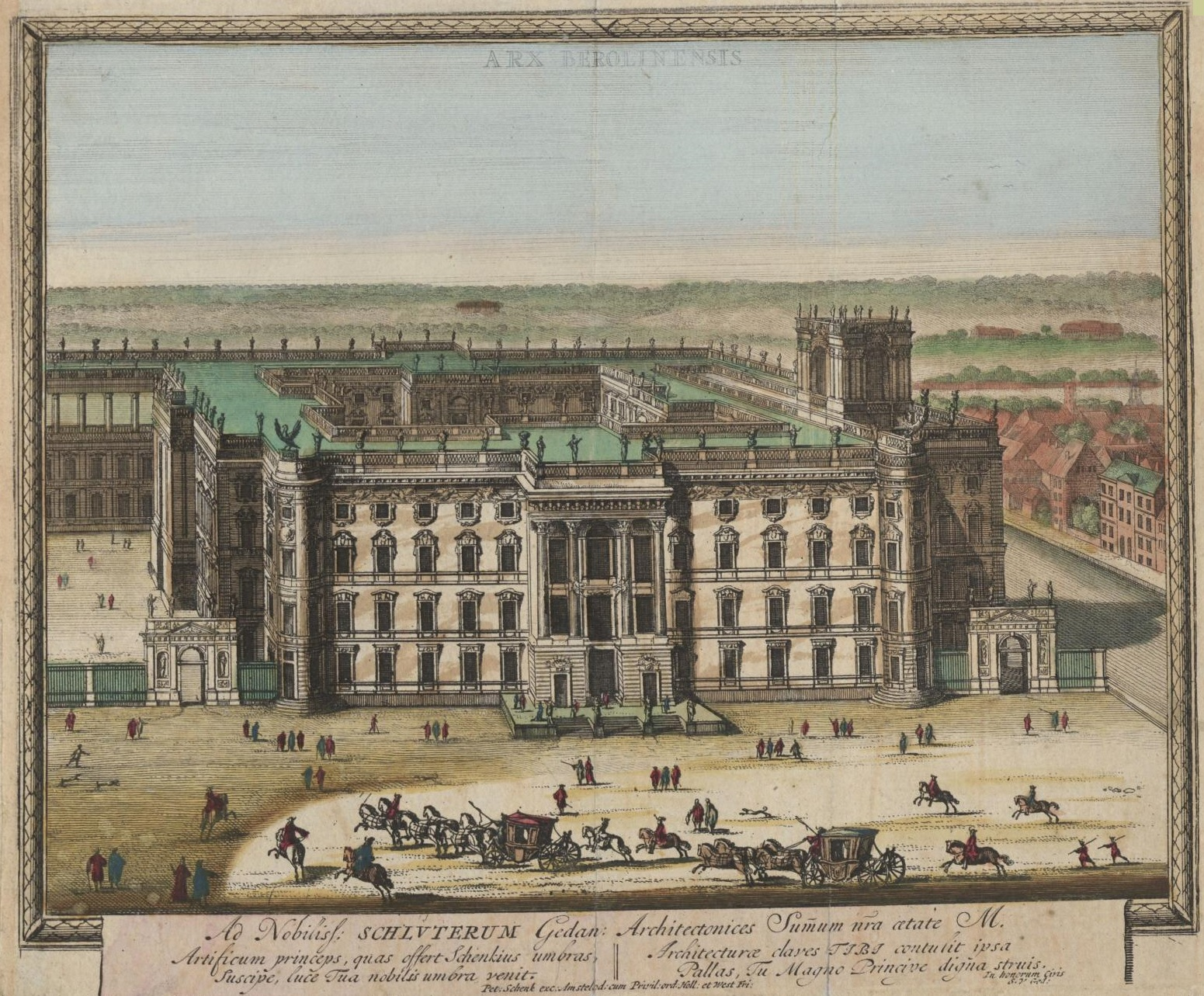
Zentrum der Berliner Residenzlandschaft: das Berliner Schloss nach der Neugestaltung nach den Plänen von A. Schlüter,
Kupferstich von P. Schenk nach einer Zeichnung von S. Blesendorf

Einen solchen Raum bildet das Umland von Kleve am unteren Niederrhein, das bereits seit 1650 durch das Wirken des brandenburgischen Statthalters Johann Moritz von Nassau-Siegen in eine Residenzlandschaft umgestaltet wurde. Maßnahmen waren der Umbau der alten Schwanenburg, Errichtung eines Landhauses im Revier des Freudenbergs und des Prinzenhofs, ein Stadtpalais. Es wurde ein Netz von Alleen und markanten Punkten wie der Trophäensäule auf dem Freudenberg errichtet, Tiergärten angelegt und Wasserstraßen gebaut. Kleve wirkte als Vorbild für den Ausbau der Potsdam-Berliner Residenzlandschaft.
Um Berlin begann sich bereits seit dem 16. Jahrhundert eine Residenzlandschaft zu entwickeln. Eine Verdichtung erfuhr die Berliner Residenzlandschaft seit 1650, als in Oranienburg, dem vormaligen Bötzow, die Kurfürstin Luise Henriette anstelle eines älteren Jagdhauses ab 1650 ein neues Schloss bauen ließ. Weitere folgten und um 1700 war ein dichtes Netz von Jagdhäusern, Lustschlössern und sonstigen Herrschaftszentren entstanden, die sich alle etwa eine Tagesreisedistanz um Berlin befanden.
Die örtlichen Schwerpunkte einer Residenzlandschaft wechselten je nach Vorlieben des jeweiligen Herrschers. Friedrich Wilhelm I. in Preußen hielt sich im Herbst meist im Schloss Königs Wusterhausen auf. Sein Sohn Friedrich II. bevorzugte während der Sommermonate Schloss Sanssouci in Potsdam.
Im Kurfürstentum Sachsen gab es sternenförmig vom Zentrum Dresden aus angelegte Schlösseranlagen, die auch eine Residenzlandschaft um Dresden (Pillnitz, Moritzburg) formten.
Ähnliches gilt für andere größere Residenzen wie Prag, München, Wien.
Für das 14. Jahrhundert bildete der Zentralraum des böhmischen Königreiches mit Prag, Karlštejn (Aufbewahrungsort der Reliquien und Reichskleinodien sowie des böhmischen Kronschatzes) und Königsaal (Grablege) eine Art Residenzlandschaft. Vergleichbar mit der damaligen Residenzlandschaft bei Wien (mit Pfalzstift und Grablege Klosterneuburg und der Grablege Mauerbach) und dem Zentralraum bei Buda (mit Gran als Erzbischofssitz und alter Residenzstadt sowie dem königlichen Krönungs- und Begräbnisort Stuhlweißenburg).
Auch Paris und Umgebung mit St.-Germain und Versailles bilden eine Residenzlandschaft.